# Band, Mureș
Band là một xã thuộc hạt Mureș, România. Dân số thời điểm năm 2002 là 7719 người.